# كأس أيرلندا الشمالية 2007–08
كأس أيرلندا الشمالية 2007–08 (بالإنجليزية: 2007–08 Irish Cup)‏ هو موسم من كأس أيرلندا. كان عدد الأندية المشاركة فيه 106، وفاز فيه نادي لينفيلد.

## النهائي
| نادي لينفيلد         | 2 – 1  | نادي كوليرين   |
| -------------------- | ------ | -------------- |
| بيتر تومسون 49'، 52' | Report | McLaughlin 19' |